# Tebraa, retratos de mujeres saharauis
Pour plus de détails, voir Fiche technique et Distribution.
Tebraa, retratos de mujeres saharauis est un film documentaire espagnol réalisé en 2007.

## Synopsis
Le Maroc nie au peuple sahraoui sa terre et sa vie depuis plus de 30 ans. Dans l’exil, les femmes sont devenues le pilier fondamental, la pierre angulaire de la société, celles qui maintiennent vivantes la lutte et la résistance. Lutte quotidienne depuis leurs différents exils ; à l’étranger, dans les camps de réfugiés, sur leurs terres occupées, se reflètent la grandeur et la force des femmes sahraouies. La « Tebraa » est le chant des femmes du désert du Sahara, des chants d’amour ou des plaintes, qu’elles entonnent quand elles sont seules. Ce sont donc des chants intimes. C’est dans cet espace gardé, de fatigue et d’amour, de lutte et de désir, que nous avons voulu nous introduire.

## Fiche technique
- Réalisation : Beatriz Mateos, Chaska Mori, Dácil Pérez de Guzmán, Paz Piñar, Laura Alvea, Raquel Conde, Mercedes del Río, María Durán, Carmen Marzal, Rocío Huertas, Eva Morales, Ana Álvarez, María Rodríguez, Ana Rosa Diego
- Production : AAPSS
- Scénario : Cf dirección
- Image : Mariluz Dominguez
- Son : Juan Cantón
- Musique : Luis Mendo, Bernardo Fúster
- Montage : Mariluz Dominguez

## Récompenses
- Fishara 2008